# Sylan
Sylan (på norsk også Sylane, Sylene; på svensk Sylarna; på samisk Bealjehkh) er et fjeldområde på grænsen mellem Sør-Trøndelag i Norge og Jämtland i Sverige.
Centralt i området ligger Sylmassivet med Storsylen (1762 m) som den højeste bjergtop.
Der er flere turisthytter i området på den norsk side. Trondhjems Turistforening driver blandt andre turisthytter i Roltdalen og ved Nesjøen.
På svensk side er der blandt andre Blåhammarens Fjällstation, Sylarnas Fjällstation og Fjällstuga Helags. Der er et udbygget rutenet til fjeldvandrere, strækkende sig fra Kvitfjellhytta (Nord-Trøndelag Turistforening) forbi Skarvan i nordvest til Bydalen i Jämtland i øst. Essand/Nesjøen (66 km²) ligger ved Sylmassivet.
Vejrliget er relativt hårdt og der har været flere dødsulykker. Den mest kendte fandt sted nytårsaften 1718, hvor den svenske general Carl Gustaf Armfeldt mistede omkring 3000 soldater i en snestorm.
- Wikimedia Commons har flere filer relateret til Sylan

63°01′12″N 12°11′55″Ø / 63.02°N 12.1986°Ø